# Sinagoga Ohel Leah
A Sinagoga Ohel Leah (em hebreu בית הכנסת אהל לאה ) é um templo judeu na cidade de Hong Kong, República Popular da China. Este templo fez parte da vida social e religiosa da comunidade judia hongkonguense desde há mais de um século. A história da comunidade judia de Hong Kong remonta aos anos 1850, e esta comunidade é formada por famílias procedentes de vários países. Ao princípio a comunidade era principalmente formada por pessoas sefarditas, e a sinagoga encontrava-se sob a autoridade da congregação espanhola e portuguesa de Londres. Assim também, ao século XXI os seus membros provem de diferentes países da diáspora judaica.
A contribuição de três irmãos da influente família de comerciantes índios Sassoon foi importante na criação do principal centro judeu de Hong Kong. A sinagoga traz o nome da sua mãe, Ohel Leah. Os irmãos Jacob, Edward, e Meyer Sassoon, compraram o terreno sobre o qual se construiu a sinagoga no ano 1902. O edifício é de estilo judeu oriental, consta de dois andares e de um balcão no andar de cima, destinado às mulheres. Ao ano 1998 foi submetido a um programa de restauração que foi premiado pela UNESCO, e hoje dia está protegido como edifício histórico de grau I. Todo e ser uma sinagoga ortodoxa, Ohel Leah compartilha as suas instalações com a United Jewish Congregation of Hong Kong, num lugar que está ao lado do Jewish Community Center, um lugar de encontro para as atividades sociais e culturais dos membros da comunidade judia hongkonguense.